# Eisschnelllauf-Mehrkampfweltmeisterschaft 2007

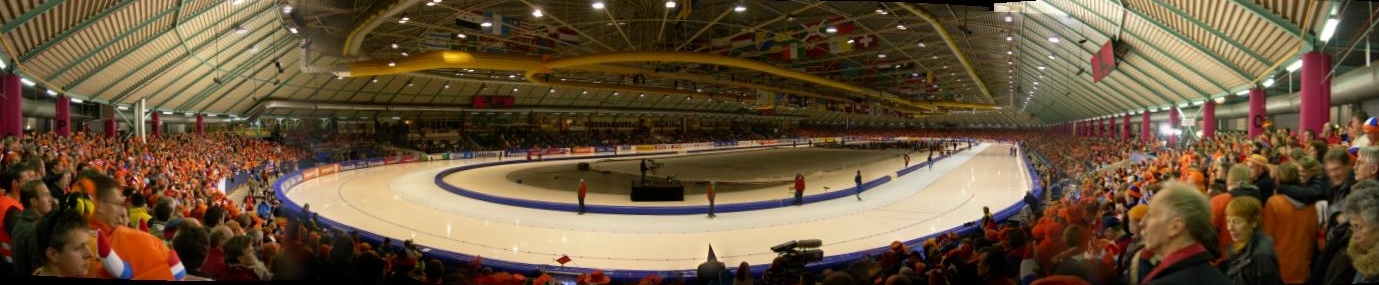
Das Eislauf-Mekka: die Thialf Arena

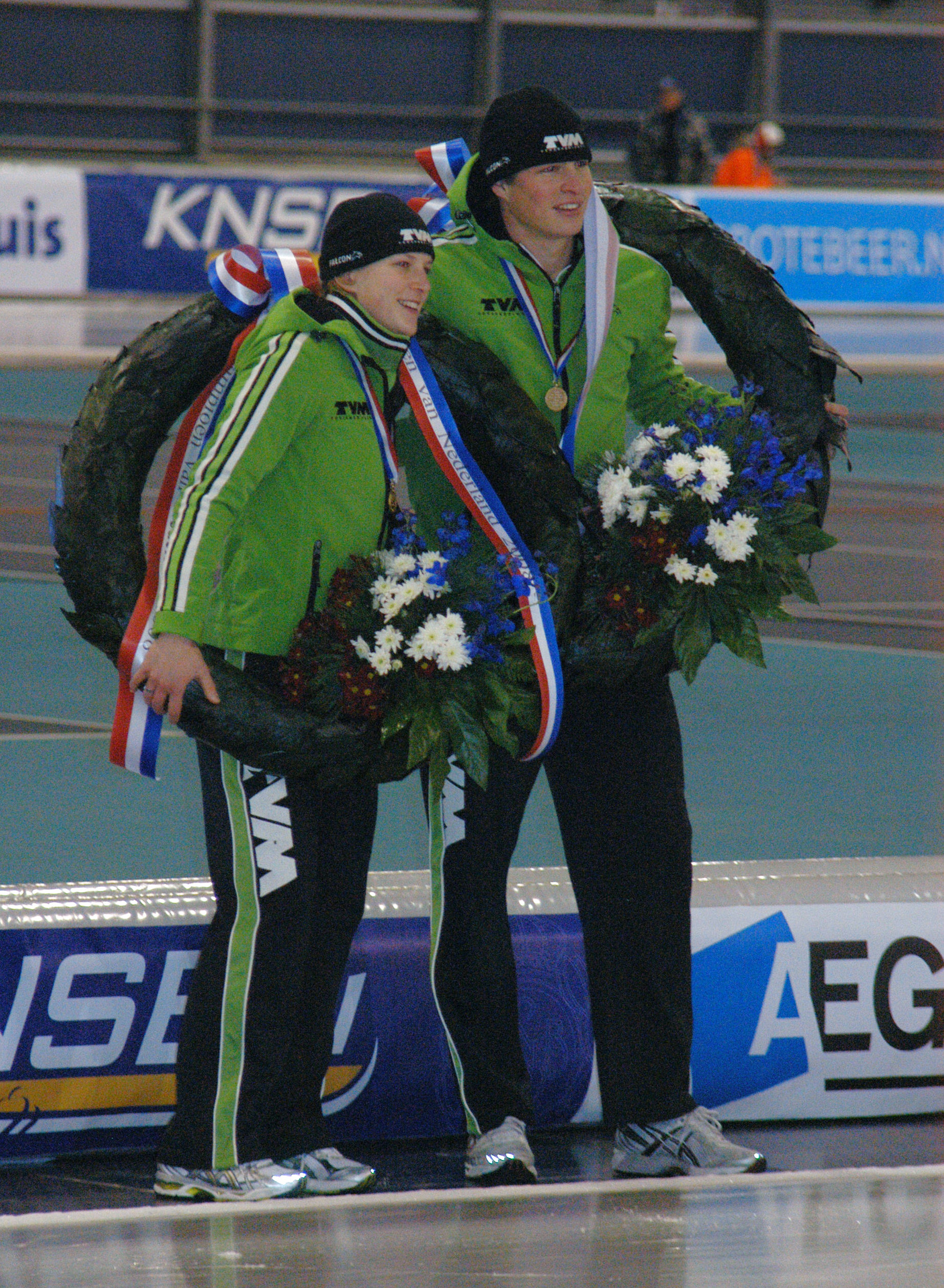
Ireen Wüst (li.) und Sven Kramer – die beiden Weltmeister 2007

Die 101. Mehrkampfweltmeisterschaft (65. der Frauen) wurde vom 9. bis 11. Februar 2007 niederländischen Heerenveen (Thialf) ausgetragen.

## Teilnehmende Nationen
- 48 Sportler aus 14 Nationen nahmen am Mehrkampf teil.

| Teilnehmende Nationen                             | Teilnehmende Nationen             | Teilnehmende Nationen         | Teilnehmende Nationen |
| ------------------------------------------------- | --------------------------------- | ----------------------------- | --------------------- |
| Kanada Volksrepublik China Tschechien Deutschland | Finnland Frankreich Italien Japan | Südkorea Niederlande Norwegen | Russland Schweden     |

## Wettbewerb

### Frauen

#### Endstand Kleiner-Vierkampf
- Zeigt die ersten zwölf Finalteilnehmerinnen der Mehrkampf-WM über 5.000 Meter.
  - Die Zahl in Klammern gibt die Platzierung je Einzelstrecke an, fett gedruckt die jeweils Schnellste.

| Rang | Name                   | 500 Meter  | Pkt.  | 3.000 Meter  | Pkt.  | 1.500 Meter  | Pkt.  | 5.000 Meter  | Pkt.  | Gesamt- pkt. |
| ---- | ---------------------- | ---------- | ----- | ------------ | ----- | ------------ | ----- | ------------ | ----- | ------------ |
| 1    | Ireen Wüst             | 38,44 (2)  | 38,44 | 4:00,28 (1)  | 40,04 | 1:54,05 (1)  | 38,01 | 7:01,60 (3)  | 42,16 | 158,662      |
| 2    | Anni Friesinger        | 38,38 (1)  | 38,38 | 4:04,00 (2)  | 40,66 | 1:55,90 (2)  | 38,63 | 7:08,36 (9)  | 42,83 | 160,515      |
| 3    | Cindy Klassen          | 38,68 (3)  | 38,68 | 4:05,24 (3)  | 40,87 | 1:56,37 (4)  | 38,79 | 7:04,11 (6)  | 42,41 | 160,754      |
| 4    | Claudia Pechstein      | 39,82 (10) | 39,82 | 4:06,83 (6)  | 41,13 | 1:58,04 (8)  | 39,34 | 6:59,98 (2)  | 41,99 | 162,302      |
| 5    | Martina Sáblíková      | 40,96 (18) | 40,96 | 4:05,87 (5)  | 40,97 | 1:58,61 (11) | 39,53 | 6:49,31 (1)  | 40,93 | 162,405      |
| 6    | Paulien van Deutekom   | 39,94 (11) | 39,94 | 4:05,35 (4)  | 40,89 | 1:56,97 (5)  | 38,99 | 7:06,21 (7)  | 42,62 | 162,442      |
| 7    | Kristina Groves        | 39,80 (9)  | 39,80 | 4:07,02 (7)  | 41,17 | 1:57,33 (6)  | 39,11 | 7:03,71 (5)  | 42,37 | 162,451      |
| 8    | Daniela Anschütz-Thoms | 39,70 (8)  | 39,70 | 4:07,15 (8)  | 41,19 | 1:58,17 (9)  | 39,39 | 7:06,91 (8)  | 42,69 | 162,972      |
| 9    | Christine Nesbitt      | 39,18 (6)  | 39,18 | 4:13,13 (14) | 42,18 | 1:56,08 (3)  | 38,69 | 7:16,50 (11) | 43,65 | 163,711      |
| 10   | Marja Vis              | 39,99 (12) | 39,99 | 4:09,12 (9)  | 41,52 | 1:58,02 (7)  | 39,34 | 7:09,74 (10) | 42,97 | 163,824      |
| 11   | Fei Wang               | 39,05 (5)  | 39,05 | 4:12,21 (12) | 42,03 | 1:58,22 (10) | 39,40 | 7:19,20 (12) | 43,92 | 164,411      |
| 12   | Maren Haugli           | 40,82 (17) | 40,82 | 4:09,80 (10) | 41,63 | 1:59,93 (13) | 39,97 | 7:03,19 (4)  | 42,31 | 164,748      |

#### 500 Meter
| Platz | Name                   | Land                | Zeit  | Punkte |
| ----- | ---------------------- | ------------------- | ----- | ------ |
| 1     | Anni Friesinger        | Deutschland         | 38,38 | 38,38  |
| 2     | Ireen Wüst             | Niederlande         | 38,44 | 38,44  |
| 3     | Cindy Klassen          | Kanada              | 38,68 | 38,68  |
| 4     | Jekaterina Lobyschewa  | Russland            | 38,88 | 38,88  |
| 5     | Fei Wang               | Volksrepublik China | 39,05 | 39,05  |
| 6     | Christine Nesbitt      | Kanada              | 39,18 | 39,18  |
| 7     | Jekaterina Abramowa    | Russland            | 39,68 | 39,68  |
| 8     | Daniela Anschütz-Thoms | Deutschland         | 39,70 | 39,70  |
| 9     | Kristina Groves        | Kanada              | 39,80 | 39,80  |
| 10    | Claudia Pechstein      | Deutschland         | 39,82 | 39,82  |
|       |                        |                     |       |        |
| 22    | Lucille Opitz          | Deutschland         | 41,22 | 41,22  |

#### 3.000 Meter
| Platz | Name                   | Land        | Zeit    | Punkte |
| ----- | ---------------------- | ----------- | ------- | ------ |
| 1     | Ireen Wüst             | Niederlande | 4:00,28 | 40,04  |
| 2     | Anni Friesinger        | Deutschland | 4:04,00 | 40,66  |
| 3     | Cindy Klassen          | Kanada      | 4:05,24 | 40,87  |
| 4     | Paulien van Deutekom   | Niederlande | 4:05,35 | 40,89  |
| 5     | Martina Sáblíková      | Tschechien  | 4:05,87 | 40,97  |
| 6     | Claudia Pechstein      | Deutschland | 4:06,83 | 41,13  |
| 7     | Kristina Groves        | Kanada      | 4:07,02 | 41,17  |
| 8     | Daniela Anschütz-Thoms | Deutschland | 4:07,15 | 41,19  |
| 9     | Marja Vis              | Niederlande | 4:09,12 | 41,52  |
| 10    | Maren Haugli           | Norwegen    | 4:09,80 | 41,63  |
|       |                        |             |         |        |
| 13    | Lucille Opitz          | Deutschland | 4:12,40 | 42,06  |

#### 1.500 Meter
| Platz | Name                   | Land                | Zeit    | Punkte |
| ----- | ---------------------- | ------------------- | ------- | ------ |
| 1     | Ireen Wüst             | Niederlande         | 1:54,05 | 38,01  |
| 2     | Anni Friesinger        | Deutschland         | 1:55,90 | 38,63  |
| 3     | Christine Nesbitt      | Kanada              | 1:56,08 | 38,69  |
| 4     | Cindy Klassen          | Kanada              | 1:56,37 | 38,79  |
| 5     | Paulien van Deutekom   | Niederlande         | 1:56,97 | 38,99  |
| 6     | Kristina Groves        | Kanada              | 1:57,33 | 39,11  |
| 7     | Marja Vis              | Niederlande         | 1:58,02 | 39,34  |
| 8     | Claudia Pechstein      | Deutschland         | 1:58,04 | 39,34  |
| 9     | Daniela Anschütz-Thoms | Deutschland         | 1:58,17 | 39,39  |
| 10    | Fei Wang               | Volksrepublik China | 1:58,22 | 39,40  |
|       |                        |                     |         |        |
| 15    | Lucille Opitz          | Deutschland         | 2:00,66 | 40,22  |

#### 5.000 Meter
| Platz | Name                   | Land        | Zeit    | Punkte |
| ----- | ---------------------- | ----------- | ------- | ------ |
| 1     | Martina Sáblíková      | Tschechien  | 6:49,31 | 40,93  |
| 2     | Claudia Pechstein      | Deutschland | 6:59,98 | 41,99  |
| 3     | Ireen Wüst             | Niederlande | 7:01,60 | 42,16  |
| 4     | Maren Haugli           | Norwegen    | 7:03,19 | 42,31  |
| 5     | Kristina Groves        | Kanada      | 7:03,71 | 42,37  |
| 6     | Cindy Klassen          | Kanada      | 7:04,11 | 42,41  |
| 7     | Paulien van Deutekom   | Niederlande | 7:06,21 | 42,62  |
| 8     | Daniela Anschütz-Thoms | Deutschland | 7:06,91 | 42,69  |
| 9     | Anni Friesinger        | Deutschland | 7:08,36 | 42,83  |
| 10    | Marja Vis              | Niederlande | 7:09,74 | 42,97  |

### Männer

#### Endstand Großer-Vierkampf
- Zeigt die zwölf Finalteilnehmer der Mehrkampf-WM über 10.000 Meter.
  - Die Zahl in Klammern gibt die Platzierung je Einzelstrecke an, fett gedruckt der jeweils Schnellste.

| Rang | Name               | 500 Meter  | Pkt.  | 5.000 Meter  | Pkt.  | 1.500 Meter  | Pkt.  | 10.000 Meter      | Pkt.  | Gesamt- pkt. |
| ---- | ------------------ | ---------- | ----- | ------------ | ----- | ------------ | ----- | ----------------- | ----- | ------------ |
| 1    | Sven Kramer        | 36,41 (5)  | 36,41 | 6:12,97 (1)  | 37,29 | 1:47,20 (6)  | 35,73 | 12:49,88 (1) (CR) | 38,49 | 147,934      |
| 2    | Enrico Fabris      | 36,27 (4)  | 36,27 | 6:19,10 (3)  | 37,91 | 1:45,97 (3)  | 35,32 | 13:10,80 (4)      | 39,54 | 149,043      |
| 3    | Carl Verheijen     | 37,13 (15) | 37,13 | 6:16,16 (2)  | 37,61 | 1:47,18 (5)  | 35,72 | 12:55,30 (2)      | 38,76 | 149,237      |
| 4    | Håvard Bøkko       | 36,58 (9)  | 36,58 | 6:20,34 (4)  | 38,03 | 1:48,03 (10) | 36,01 | 13:14,03 (5)      | 39,70 | 150,325      |
| 5    | Erben Wennemars    | 35,79 (1)  | 35,79 | 6:29,65 (10) | 38,96 | 1:45,19 (1)  | 35,06 | 13:35,67 (10)     | 40,78 | 150,601      |
| 6    | Shani Davis        | 35,84 (3)  | 35,84 | 6:26,20 (7)  | 38,62 | 1:46,10 (4)  | 35,36 | 13:37,73 (11)     | 40,88 | 150,712      |
| 7    | Wouter Olde Heuvel | 37,12 (14) | 37,12 | 6:20,37 (5)  | 38,03 | 1:48,33 (12) | 36,11 | 13:18,38 (6)      | 39,91 | 151,186      |
| 8    | Eskil Ervik        | 37,40 (16) | 37,40 | 6:28,21 (9)  | 38,82 | 1:47,49 (7)  | 35,83 | 13:08,92 (3)      | 39,44 | 151,497      |
| 9    | Iwan Skobrew       | 36,43 (6)  | 36,43 | 6:29,91 (11) | 38,99 | 1:49,06 (15) | 36,35 | 13:22,15 (7)      | 40,10 | 151,881      |
| 10   | Denny Morrison     | 35,81 (2)  | 35,81 | 6:34,67 (15) | 39,46 | 1:45,70 (2)  | 35,23 | 14:02,03 (12)     | 42,10 | 152,611      |
| 11   | Johan Röjler       | 37,60 (18) | 37,60 | 6:26,96 (8)  | 38,69 | 1:49,35 (19) | 36,45 | 13:24,96 (8)      | 40,24 | 152,994      |
| 12   | Arne Dankers       | 38,42 (23) | 38,42 | 6:24,29 (6)  | 38,42 | 1:48,29 (11) | 36,09 | 13:25,43 (9)      | 40,27 | 153,216      |

#### 500 Meter
| Platz | Name              | Land               | Zeit    | Punkte  |
| ----- | ----------------- | ------------------ | ------- | ------- |
| 1     | Erben Wennemars   | Niederlande        | 35,79   | 35,79   |
| 2     | Denny Morrison    | Kanada             | 35,81   | 35,81   |
| 3     | Shani Davis       | Vereinigte Staaten | 35,84   | 35,84   |
| 4     | Enrico Fabris     | Italien            | 36,27   | 36,27   |
| 5     | Sven Kramer       | Niederlande        | 36,41   | 36,41   |
| 6     | Iwan Skobrew      | Russland           | 36,43   | 36,43   |
| 7     | Stefan Heythausen | Deutschland        | 36,44   | 36,44   |
| 8     | Keun-Weon Choi    | Südkorea           | 36,53   | 36,53   |
| 9     | Håvard Bøkko      | Norwegen           | 36,58   | 36,58   |
| 10    | Steven Elm        | Kanada             | 36,66   | 36,66   |
|       |                   |                    |         |         |
| 24    | Tobias Schneider  | Deutschland        | 1:28,98 | 1:28,98 |

#### 5.000 Meter
| Platz | Name               | Land               | Zeit    | Punkte |
| ----- | ------------------ | ------------------ | ------- | ------ |
| 1     | Sven Kramer        | Niederlande        | 6:12,97 | 37,29  |
| 2     | Carl Verheijen     | Niederlande        | 6:16,16 | 37,61  |
| 3     | Enrico Fabris      | Italien            | 6:19,10 | 37,91  |
| 4     | Håvard Bøkko       | Norwegen           | 6:20,34 | 38,03  |
| 5     | Wouter Olde Heuvel | Niederlande        | 6:20,37 | 38,03  |
| 6     | Arne Dankers       | Kanada             | 6:24,29 | 38,42  |
| 7     | Shani Davis        | Vereinigte Staaten | 6:26,20 | 38,62  |
| 8     | Johan Röjler       | Schweden           | 6:26,96 | 38,69  |
| 9     | Eskil Ervik        | Norwegen           | 6:28,21 | 38,82  |
| 10    | Erben Wennemars    | Niederlande        | 6:29,65 | 38,96  |
|       |                    |                    |         |        |
| 14    | Tobias Schneider   | Deutschland        | 6:33,93 | 39,39  |
| 23    | Stefan Heythausen  | Deutschland        | 6:42,60 | 40,26  |

#### 1.500 Meter
| Platz | Name              | Land               | Zeit    | Punkte |
| ----- | ----------------- | ------------------ | ------- | ------ |
| 1     | Erben Wennemars   | Niederlande        | 1:45,19 | 35,06  |
| 2     | Denny Morrison    | Kanada             | 1:45,70 | 35,23  |
| 3     | Enrico Fabris     | Italien            | 1:45,97 | 35,32  |
| 4     | Shani Davis       | Vereinigte Staaten | 1:46,10 | 35,36  |
| 5     | Carl Verheijen    | Niederlande        | 1:47,18 | 35,72  |
| 6     | Sven Kramer       | Niederlande        | 1:47,20 | 35,73  |
| 7     | Eskil Ervik       | Norwegen           | 1:47,49 | 35,83  |
| 8     | Steven Elm        | Kanada             | 1:47,60 | 35,86  |
| 9     | Stefan Heythausen | Deutschland        | 1:47,97 | 35,99  |
| 10    | Håvard Bøkko      | Norwegen           | 1:48,03 | 36,01  |

#### 10.000 Meter
| Platz | Name               | Land        | Zeit          | Punkte |
| ----- | ------------------ | ----------- | ------------- | ------ |
| 1     | Sven Kramer        | Niederlande | 12:49,88 (CR) | 38,49  |
| 2     | Carl Verheijen     | Niederlande | 12:55,30      | 38,76  |
| 3     | Eskil Ervik        | Norwegen    | 13:08,92      | 39,44  |
| 4     | Enrico Fabris      | Italien     | 13:10,80      | 39,54  |
| 5     | Håvard Bøkko       | Norwegen    | 13:14,03      | 39,70  |
| 6     | Wouter Olde Heuvel | Niederlande | 13:18,38      | 39,91  |
| 7     | Iwan Skobrew       | Russland    | 13:22,15      | 40,10  |
| 8     | Johan Röjler       | Schweden    | 13:24,96      | 40,24  |
| 9     | Arne Dankers       | Kanada      | 13:25,43      | 40,27  |
| 10    | Erben Wennemars    | Niederlande | 13:35,67      | 40,78  |